# Kongenitale hereditäre Endotheldystrophie
Die kongenitale hereditäre Endotheldystrophie (CHED) ist eine sehr seltene angeborene Form einer hinteren Hornhautdystrophie mit milchglasartiger Trübung und erheblicher Verdickung der Hornhaut bereits bei oder kurz nach der Geburt.

## Begriffsdefinition
Je nach Vererbungsmechanismus wurden zwei Formen unterschieden:
- Typ I (CHED1), autosomal-dominant mit fortschreitender Hornhauttrübung während der ersten Lebensjahre beginnend[5]
- Typ II (CHED2), autosomal-rezessiv mit Hornhauttrübung bereits bei Geburt oder der Säuglingszeit[6]

Aufgrund neuerer genetischer Untersuchungen wird CHED1 derzeit als Sonderform zur hinteren polymorphen Hornhautdystrophie gezählt.
Der Begriff „CHED“ wird jetzt gleichbedeutend mit der früheren Bezeichnung „Typ II“ bzw. „CHED2“ verwendet.

## Verbreitung
Die Häufigkeit wird mit 3 zu 100.000 Neugeborene angegeben, die Vererbung erfolgt autosomal-rezessiv.

## Ursache
Der Erkrankung liegen Mutationen im SLC4A11-Gen auf Chromosom 20 Genort p13-q11.2 (perizentrometrische Region) zugrunde, welches für einen Sodium borate cotransporter kodiert.

## Klinische Erscheinungen
Klinische Kriterien sind:
- Krankheitsbeginn bereits bei Geburt oder im Neugeborenenalter mit Hornhauttrübung
- Hornhautödem ohne Progredienz

## Differentialdiagnose
Abzugrenzen sind andere Formen der Hornhautdystrophie, auch die Peters-Anomalie.